# Eishockey-Landesliga Bayern 2004/05
Die Eishockey-Landesliga Bayern 2004/05 wurde unter dem Dach des Bayerischen Eissportverbandes (BEV) organisiert und ist nach der Bayernliga (Regionalliga) eine der fünfthöchsten Spielklassen im deutschen Eishockey.

## Saisonverlauf
Die Eishockey-Landesliga 2004/05 war die 57. Ausspielung dieser Liga. Meister und Aufsteiger wurde der ECDC Memmingen. Der Vizemeister Deggendorfer SC konnte sich ebenfalls für die Bayernliga 2005/06 qualifizieren. Die Absteiger in die Bezirksliga waren der ERC Ingolstadt 1b, EV Bad Wörishofen, EHC Bad Aibling und ASV Dachau.

### Modus
In der Saison 2004/05 wurde die Landesliga in vier Vorrundengruppen als Einfachrunde ausgespielt. Nach der Vorrunde qualifizierten sich die ersten vier Mannschaften aller Gruppen für die Meisterrunde, während die Mannschaften ab Platz 5 jeder Gruppe an der Abstiegsrunde teilnahmen.
In der Meisterrunde, die in vier Gruppen zu je 4 Mannschaften als Einfachrunde ausgespielt wurde, konnten sich die Bestplatzierten jeder Gruppe für die Playoffs qualifizieren. In den Playoffs wurde im Modus „Best of Two“ der Meister der Landesliga und zugleich Direktaufsteiger in die Bayernliga ausgespielt. Der Vizemeister war ebenfalls für die Bayernliga 2005/06 qualifiziert.
Nach der Abstiegsrunde, die wie die Meisterrunde in vier Gruppen zu je vier Mannschaften als Einfachrunde ausgespielt wurde, mussten die jeweils Gruppenletzten in die Bezirksliga absteigen.

## Teilnehmer
Nicht mehr dabei waren die Auf- und Absteiger der Vorsaison. Neu hinzukamen die Absteiger aus der Bayernliga und die Aufsteiger aus der Bezirksliga.

### Platzierungen Vorrunde
| Gruppe Nord | Gruppe West | Gruppe Ost | Gruppe Süd |
| --- | --- | --- | --- |
|  1. EHC 80 Nürnberg - 2. ERSC Amberg (N) - 3. EHC Mitterteich - 4. EV Regensburg 1b - 5. EHC Straubing 1b - 6. EC Erkersreuth - 7. ERC Ingolstadt 1b (N) - 8. EHC Bayreuth 1b |  1. ECDC Memmingen - 2. EC Ulm/Neu-Ulm (N) - 3. ESV Buchloe - 4. TSV Kottern (N) - 5. EV Pfronten - 6. EV Bad Wörishofen - 7. EV Lindau - 8. ESV Burgau 2000 |  1. Deggendorfer SC 1b - 2. Wanderers Germering (A) - 3. EHF Passau (N) - 4. ESC Vilshofen - 5. EV Bruckberg - 6. EV Moosburg - 7. ESV Gebensbach - 8. ASV Dachau (N) |  1. TSV Trostberg (A) - 2. TSV Holzkirchen (N) - 3. SC Forst - 4. SC Reichersbeuern - 5. DEC Frillensee - 6. ESV Bad Bayersoien - 7. EHC Bad Aibling (N) - 8. EC Bad Tölz 1b |

Meisterrundenteilnehmer fett gedruckt  Gruppensieger (A) = Absteiger aus der Bayernliga, (N) = Aufsteiger / Neu in der Liga

### Platzierungen Abstiegsrunde
| Gruppe Nord                                                                          | Gruppe West                                                                | Gruppe Ost                                                            | Gruppe Süd                                                                          |
| ------------------------------------------------------------------------------------ | -------------------------------------------------------------------------- | --------------------------------------------------------------------- | ----------------------------------------------------------------------------------- |
| - 1. EHC Straubing 1b - 2. EC Erkersreuth  3. EHC Bayreuth (R)  4. ERC Ingolstadt 1b | - 1. EV Lindau - 2. EV Pfronten - 3. ESV Burgau 2000  4. EV Bad Wörishofen | - 1. EV Bruckberg - 2. EV Moosburg - 3. ESV Gebensbach  4. ASV Dachau | - 1. DEC Frillensee - 2. EC Bad Tölz 1b - 3. ESV Bad Bayersoien  4. EHC Bad Aibling |

 Absteiger in die Bezirksliga Bayern (R) = Rückzug

### Platzierungen Meisterrunde
| Gruppe Nord                                                                     | Gruppe West                                                                       | Gruppe Ost                                                                 | Gruppe Süd                                                                |
| ------------------------------------------------------------------------------- | --------------------------------------------------------------------------------- | -------------------------------------------------------------------------- | ------------------------------------------------------------------------- |
|  1. Deggendorfer SC - 2. TSV Holzkirchen - 3. ESV Buchloe - 4. EV Regensburg 1b | - 1. Wanderers Germering - 2. EHC Mitterteich - 3. TSV Trostberg - 4. TSV Kottern |  1. ECDC Memmingen - 2. EHF Passau - 3. ERSC Amberg - 4. SC Reichersbeuern | - 1. EC Ulm/Neu-Ulm - 2. EHC 80 Nürnberg - 3. SC Forst - 4. ESC Vilshofen |

Playoffteilnehmer fett gedruckt  Bayerischer Meister und Aufsteiger  Bayerischer Vizemeister und Aufsteiger

### Meister-Playoffs 2004/05
Die Halbfinal- und Finalspiele wurden im Best-of-Two-Modus ausgetragen.
|  | Halbfinale | Halbfinale          | Halbfinale     | Halbfinale | Halbfinale |                  |                 | Finale | Finale | Finale | Finale | Finale |
|  |            |                     |                |            |            |                  |                 |        |        |        |        |        |
|  | N          | Deggendorfer SC     | 6              | 5          | 11         |                  |                 |        |        |        |        |        |
|  | W          | Wanderers Germering | 1              | 2          | 3          |                  |                 |        |        |        |        |        |
|  | W          | Wanderers Germering | 1              | 2          | 3          | N                | Deggendorfer SC | 1      | 5      | 6      |        |        |
|  |            |                     |                |            |            | N                | Deggendorfer SC | 1      | 5      | 6      |        |        |
|  |            | O                   | ECDC Memmingen | 2          | 5          | 7                |                 |        |        |        |        |        |
|  | O          | O                   | ECDC Memmingen | 2          | 5          | 7                | ECDC Memmingen  | 8      | 3      | 11     |        |        |
|  | O          |                     |                |            |            |                  | ECDC Memmingen  | 8      | 3      | 11     |        |        |
|  | S          | Ulm/Neuulm          | 1              | 0          | 1          |                  |                 |        |        |        |        |        |
|  | S          | Ulm/Neuulm          | 1              | 0          | 1          | Spiel um Platz 3 |                 |        |        |        |        |        |
|  |            |                     |                |            |            |                  |                 |        |        |        |        |        |
|  | W          | Wanderers Germering | 12             | 6          | 18         |                  |                 |        |        |        |        |        |
|  | S          | EC Ulm/Neu-Ulm      | 2              | 3          | 5          |                  |                 |        |        |        |        |        |

- Meister mit Aufstiegsrecht ECDC Memmingen
- Vizemeister mit Aufstiegsrecht Deggendorfer SC
- Platz 3 mit Aufstiegsrecht Wanderers Germering